# Do No Harm (Izgubljeni)
"Do No Harm" je dvadeseta epizoda prve sezone televizijske serije Izgubljeni. Režirao ju je Stephen Williams, a napisala Janet Tamaro. Prvi puta emitirana je 6. travnja 2005. godine na televizijskoj mreži ABC. Glavni lik radnje ove epizode je Jack Shephard (Matthew Fox).

## Radnja

### Prije otoka
U radnji koja se događa prije dolaska na otok pratimo događaje netom prije Jackovog vjenčanja sa Sarah, njegove bivše pacijentice koju je "popravio" nakon prometne nesreće. Jack je u problemima, jer ne može napisati zavjete ljubavi, a dodatno ga šokira iznenadni dolazak njegovog oca Christiana (John Terry) koji mu daje savjet o zavjetima pored bazena. Njegov mu otac govori da je Jackova snaga u odanosti, a da je jedini problem koji ima taj da ne može pustiti stvari na miru. Nakon kratkog razmišljanja o svemu što mu je otac rekao, Jack uspijeva napisati zavjete prije početka ceremonije u kojima će reći Sarah kako ga je ona "popravila".

### Na otoku
Boone se nalazi u kritičnom stanju nakon pada malog aviona iz prethodne epizode. Izgubio je dosta krvi, jedno pluće mu ne radi, a desna noga mu je zdrobljena. Jack šalje Kate Austen (Evangeline Lilly) da od Jamesa "Sawyera" Forda (Josh Holloway) donese alkohola. Na putu natrag Kate susreće Claire Littleton (Emilie de Ravin) koja se upravo nalazi u neočekivanim trudovima. Sayid Jarrah (Naveen Andrews) iznenađuje Shannon Rutherford (Maggie Grace) s romantičnom večerom. Shannon govori Sayidu da joj je Boone brat po maćehi i da je on na neki način zaljubljen u nju. Booneu je potrebna transfuzija krvi tipa -A. Jack šalje Charlieja Pacea (Dominic Monaghan) da pronađe nekoga od preživjelih s tom krvnom grupom. Charlie se vraća s informacijom da nije mogao naći nikoga (samo četvero ljudi je uopće znalo svoju krvnu grupu) pa Jack odlučuje da će mu dati svoju koja je 0-negativna. S bambusovom grančicom Jack pokušava napraviti iglu, ali ne uspijeva. Sun-Hwa Kwon (Yunjin Kim) riješi problem donoseći morskog ježa. Koristeći njegove bodlje, Jack uspije dati Booneu svoju krv.
Tijekom rada na splavi, Jin-Soo Kwon (Daniel Dae Kim) čuje Katein poziv u pomoć i požuri se do nje i Claire. Unatoč tome što se međusobno ne razumiju, Kate uspijeva reći Jinu da ode po Jacka. Jin dolazi do pećina, ali Jack je preokupiran krvnom transfuzijom. Jack kaže Jinu (uz pomoć Sun koja prevodi) da uzme sa sobom Charlieja i da odu do Kate i Claire te daje Charlieju upute za Kate o tome kako se ispravno izvodi porođaj.
Sun primijeti da je Jack počeo blijediti pa zaustavlja transfuziju, jer se krv počela nakupljati u Booneovoj mrtvoj desnoj nozi. Jack pokuša spasiti Booneovu nogu, ali uskoro shvaća da ne može i da će Boone umrijeti ako ovaj ne napravi amputaciju. Jack upita Michaela Dawsona (Harold Perrineau) da pronađe nešto s čim će odrezati Booneovu nogu, ali u tom trenutku Boone dolazi k svijesti i zamoli Jacka da ga samo pusti. Boone otkriva Jacku da su on i John Locke (Terry O'Quinn) otkrili tajanstveno okno i da ga je Locke zamolio da nikome drugome ne kaže. Nakon toga Boone umire, a u isto vrijeme Kate porodi Claire. Jack govori Shannon da je Boone mrtav te ona plače nad njegovim tijelom. Ljutit i razočaran raspletom, Jack krene u potragu za Lockeom uvjeren u to da je ovaj ubio Boonea.

## Produkcija
U prvoj verziji scenarija za jedanaestu epizodu, Lockea su u potrazi za otetom Claire trebala pratiti dva gostujuća lika s kojima bi otkrio okno. Međutim, kasnije je odlučeno da će ga pratiti Boone - izbor koji je doveo do njegove smrti. Premda su izvršni producenti izjavili da je glumac Ian Somerhalder vijesti o smrti svog lika primio profesionalno, sam glumac izjavio je da je bio "poprilično tužan". Booneova smrt značajna je po tome što je to bila prva smrt jednog od glavnih likova u seriji. Prema riječima izvršnih producenata Damona Lindelofa i Carltona Cusea Booneova smrt je imala smisla iz perspektive same priče zbog toga što je dodatno "zapalila" rivalstvo između Jacka i Lockea koje će kulminirati u finalu sezone.
Nakon što je Somerhalder otišao iz serije, televizijska mreža ABC potpisala je s njim jednogodišnji ugovor. Somerhalder je izjavio da je to što je bio dijelom serije Izgubljeni bilo "najbolje iskustvo" i "najbolja godina njegovog života".

## Gledanost i kritike
Epizodu Do No Harm gledalo je 17.12 milijuna Amerikanaca. IGN je rangirao Booneovu smrt na četvrto mjesto najboljih 10 smrti u seriji Izgubljeni.

## Vanjske poveznice
- "Do No Harm" na ABC-u